# 송찬양
송찬양(1990년 3월 24일~)은 대한민국의 색소폰 연주자이다. 대만에서 주로 활동하며 유튜브 등에 출연하고 있다.